# Ngkeran
Ngkeran is een bestuurslaag in het regentschap Aceh Tenggara van de provincie Atjeh, Indonesië. Ngkeran telt 597 inwoners (volkstelling 2010).